# 阿尔瓦罗·乌里韦
阿尔瓦罗·乌里韦·贝莱斯（1952年7月4日—），哥伦比亚右派政治家，前任哥伦比亚总统。

## 教育背景
生于哥伦比亚安提奥基亚省首府麦德林，安提奥基亚大学毕业，获法律和政治学博士学位。
乌里韦曾获美国哈佛大学工商管理硕士学位。

## 政治生涯
当选总统之前，阿尔瓦罗·乌里韦曾任劳工部秘书长、国家民航局长（1980－1982年）、麦德林市长和市政议员（1982－1986年）、参议员（1986－1994年）和安提奥基亚省长（1995－1997年）等职。

### 2002年總統大選
2002年5月26日，在大选中以近53％的得票率当选总统，于8月7日就职。

### 總統任內（2002－2010年）

#### 安全政策
力主加強與美國保切密切的合作關係，對內加強圍剿原哥倫比亞共產黨分支哥伦比亚革命武装力量（FARC）。烏里韋上台後，FARC一直遭該國政府大力圍剿。事源FARC於1983年曾殺死烏里韋的父親，烏里韋上台後以打擊FARC為首務，拉近了哥倫比亞與美國的距離，美國更大力資助哥倫比亞。從2000年開始，面對政府打擊力度加強，FARC開始逐步戰略撤退。但左翼浪潮近年在南美洲此起彼落，委內瑞拉左翼總統查韋斯，以委內瑞拉龐大石油產量作後盾，意圖帶領南美洲擺脫美國的影響，並介入斡旋FARC釋放人質事宜，觸動美國和哥倫比亞神經。烏里韋指查韋斯暗助FARC，以擴大其個人在南美洲的影響力。 并因此造成兩國關係長期緊張。

#### 外交關係
作為右派政治家，任內與美國保切密切的合作關係，與時任美國總統小布希關係良好。
乌里韦任內與委內瑞拉的外交關係十分緊張，與左派的委內瑞拉總統烏戈·查維茲誓不兩立。2002年開始，由原哥倫比亞共產黨分支哥伦比亚革命武装力量認為他們是受到玻利瓦在十九世紀獨立運動中的理想激發，並對查維茲及其玻利瓦爾革命表示同情，然而查維茲並未有任何正面的同意或是否認其與FARC有任何關連，但他卻被指支持相關組織去顛覆乌里韦領導的右翼政權，因此乌里韦在任期間，委內瑞拉與哥倫比亞的外交關係十分緊張。2006年，一名哥倫比亞武裝力量（FARC-EP）的高階政治成員遭綁架而引起了兩國的外交緊張。雖然兩國的外交關係一直相當緊繃，但兩國都不曾正式的斷絕外交關係。
與過去的政府不同，乌里韦採取更強硬的右翼路線，他強烈反對委內瑞拉總統烏戈·查維茲的左翼玻利瓦爾主義，力主與其抗衡，對內與保守黨及其他右翼政黨加強合作，對外則主張加強與美國的合作夥伴結盟關係，並改善與其他拉丁美洲國家的關係。

#### 社會經濟政策
致力增加社會福利，改善民生經濟，同時主張以低稅率支援私人企業和城鎮發展。

#### 2006年總統大選
2006年，由於最高法院通過修憲容許总统連任一次，2006年他以高票成功連任总统。與其他拉丁美洲國家的不同之處是，同一時期除了墨西哥及哥斯達黎加之外，其他國家包括尼加拉瓜、玻利維亞、厄瓜多爾、智利、巴西、阿根廷等，幾乎全部均是左派或中間偏左聯盟取得政權。

### 卷入杀人小队丑闻
2006年，其亲兄弟，其外长María Consuelo Araújo的兄弟Álvaro Araújo被爆介入杀人小队。2009年，前驻智利大使Salvador Arana因谋杀被最高法判处有期徒刑40年。
2008年，阿尔瓦罗·乌里韦的堂兄弟及政治伙伴，参议员马里奥·乌里韦被指控参与和杀人小队有关的反人类准军事部队而遭到逮捕。2011年，乌里韦获刑90个月。

### 2010年總統大選
2010年，乌里韦本希望再度透過修改憲法尋求連任，但遭最高法院駁回，他並沒有像查韋斯以公投推動修憲，故決定接受，並推薦執政黨總統候選人、前國防部長胡安·曼努埃爾·桑托斯代表執政黨參選。同年，桑托斯作为執政民族团结社会党的候选人参与哥伦比亚总统选举，在6月20日举行的总统选举第二轮投票中，桑托斯以高票战胜在野中間派抉擇綠黨候选人安塔纳斯·莫茨库斯，当选为新一任哥伦比亚总统。8月7日，乌里韦卸任。

### 卸任后
哥伦比亚最高法院于2020年8月4日软禁了前总统阿尔瓦罗·乌里韦，因其涉嫌收受贿赂、收买证人。2020年10月10日，因罪证不足而被释放。2025年8月2日，他因干擾證人和賄賂而被定罪，被判處12年居家軟禁，並被罰款57.8萬美元，並被禁止擔任公職100個月20天。

## 另見
- 烏戈·查維茲
- 哥伦比亚革命武装力量
- 小布希

## 外部連結
| 前任： 安德烈斯·帕斯特拉纳·阿朗戈 | 哥倫比亞总统 2002年–2010年 | 繼任： 胡安·曼努埃爾·桑托斯 |